# Marcus Goldman

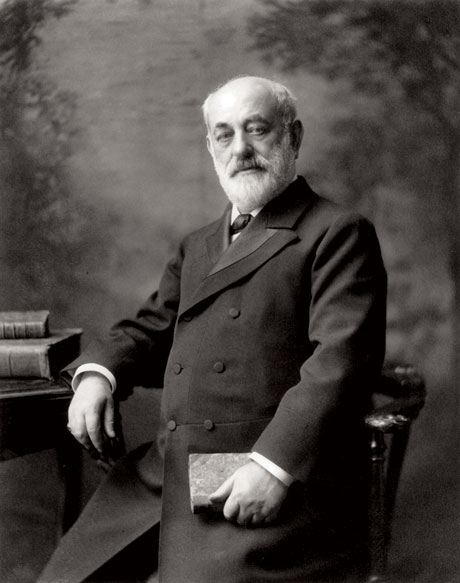
Marcus Goldman

Marcus Goldman (* 9. Dezember 1821 als Mark Goldmann in Trappstadt, Bayern; † 20. Juli 1904 in New York City) war ein deutsch-amerikanischer Geschäftsmann und Gründer der Investmentbank Goldman Sachs.

## Leben
Marcus Goldman wurde 1821 in Trappstadt im Landgerichtsbezirk Königshofen in Unterfranken als Mark Goldmann geboren. Er war der älteste Sohn von fünf Kindern des jüdischen Ehepaares Wolf und Ella Goldmann. Sein Vater war „Handelsjud“, Viehhändler und Ökonom aus dem kleinen Fachwerkort Zeil am Main im Landgerichtsbezirk Haßfurt-Eltmann. Er wurde am 16. Februar 1794 im Haus Nummer 57 (heute Kaulberg 6) in Zeil geboren, als Sohn von Jandorf Goldmann (1759–1841) und seiner Ehefrau Bella/Babette (gestorben am 4. Dezember 1825 in Zeil am Main, 66 Jahre alt). Möglicherweise stammte Familie Goldmann ursprünglich aus dem Ort Knetzgau auf der gegenüberliegenden Mainseite. 1848 wanderte er von Frankfurt am Main in die USA aus.
1850 heiratete er Bertha Goldman, mit der er fünf Kinder zeugte. Bertha Goldman war ebenfalls im Jahr 1848 im Alter von 19 Jahren aus Bayern nach Amerika ausgewandert. Marcus Goldman hatte sie im Hausiererviertel in Pennsylvania kennengelernt, wo sie den Beruf einer Stickerin ausübte und sich damit ihren Lebensunterhalt verdiente. Mit Hilfe seiner Frau errichtete er dann in Philadelphia ein Bekleidungsgeschäft und gab später ihrem Drängen nach, den Wohnsitz nach New York zu verlegen.
1869, vier Jahre nach dem Bürgerkrieg, gründete er in New York, in der Pine Street, in einem Einzimmerbüro die M. Goldman & Company, eine Firma, die anfangs darauf spezialisiert war, Kunden-Schuldscheine von Tabak- und Diamantenhändlern in Manhattan aufzukaufen, die er unter seinem Zylinder zu tragen pflegte. Gegen geringen Gewinn verkaufte er die Wechsel an Banken weiter. 1882 trat sein Schwiegersohn Samuel Sachs in die Firma ein. Mit dem Eintritt seines Sohnes Henry Goldman 1885 änderte sich der Name in M. Goldman & Sachs, daraus entstand die weltbekannte Großbank Goldman Sachs. Die Bank ging dazu über, neues Beteiligungskapital für Unternehmen zu erschließen, und expandierte schnell nach Chicago und St. Louis. Ab 1896 handelte die Firma Unternehmensanteile an der New York Stock Exchange.
1894 zog sich Goldman aus dem Geschäft zurück. Er starb im Sommer 1904.
Kinder
- Julius Goldman (1852–1909), Anwalt, verheiratet mit Sarah Adler, einer Tochter des Rabbiners Samuel Adler, ihre Tochter war die Archäologin Hetty Goldman
- Henry Goldman (1857–1937), Bankier
- Louisa Goldman Sachs, verheiratet mit dem Bankier Samuel Sachs
- Rosa Goldman Sachs, verheiratet mit dem Altphilologen Julius Sachs